# Stelletta kallitetilla
Stelletta kallitetilla är en svampdjursart som först beskrevs av de Laubenfels 1936.  Stelletta kallitetilla ingår i släktet Stelletta och familjen Ancorinidae. Inga underarter finns listade i Catalogue of Life.